# Mileta Rajović
Mileta Rajović, né le 17 juillet 1999 à Ballerup au Danemark, est un footballeur danois qui évolue au poste d'avant-centre au Legia Varsovie.

## Biographie

### Débuts en professionnel
Né à Ballerup au Danemark, Mileta Rajović est formé à l'AB Copenhague, au Brøndby IF et au Randers FC mais il ne joue aucun match avec l'équipe première de ces clubs. 
Après un essai de plusieurs jours, Mileta Rajović rejoint le B 93 Copenhague le 31 août 2018, en troisième division danoise. Il joue son premier match en professionnel avec ce club, dès le 1er septembre 2018, lors d'une rencontre de championnat face à l'AB Copenhague. Il est directement titularisé mais ne peut empêcher la défaite de son équipe par quatre buts à un,. Le 22 septembre 2018, le jeune attaquant se fait remarquer en inscrivant ses deux premiers buts en professionnel, et donc pour le B93, lors d'une rencontre de championnat face au Hillerød Fodbold (en). Il contribue ainsi à la victoire de son équipe par trois buts à zéro.
Le 31 janvier 2019, Rajović rejoint le HB Køge. Il signe un contrat de six mois avec ce club.
Déçu de son passage au HB Køge où il ne joue quasiment pas, Mileta Rajović quitte le club pour s'engager en faveur du FC Roskilde le 23 juillet 2019.

### Næstved BK
Le 21 janvier 2021, Mileta Rajović rejoint le Næstved BK. La durée du contrat n'est alors pas révélée mais Peter Dinesen, le directeur sportif du club, affirme qu'il s'agit d'un long contrat.
Rajović fait forte impression lors de la saison 2021-2022 en marquant 18 buts en 28 matchs de championnat. Il termine ainsi meilleur buteur du championnat et est élu meilleur joueur de la saison. Il permet également à son équipe d'être sacré champion de la ligue et d'ainsi être promu en deuxième division.

### Kalmar FF
En janvier 2023, Mileta Rajović rejoint la Suède pour s'engager en faveur du Kalmar FF. Le transfert est annoncé le 9 décembre 2022 et il signe un contrat de trois ans et demi,.
Rajović se montre décisif dès sa première apparition sous les couleurs du Kalmar FF en marquant son premier but pour le club, le 19 février 2023, lors d'une rencontre de coupe de Suède face au Trelleborgs FF. Titularisé, il participe à la victoire de son équipe par trois buts à deux.

### Watford FC
Le 25 août 2023, Mileta Rajović prend la direction de l'Angleterre afin de s'engager en faveur du Watford FC. Il signe un contrat de cinq ans, soit jusqu'en juin 2028.
Il joue son premier match pour Watford le 27 août 2023, en entrant en jeu lors d'une rencontre de championnat perdue face à Blackburn Rovers (0-1 score final). Rajović se fait remarquer dès la journée suivante, le 2 septembre 2023 contre Coventry City en marquant ses deux premiers buts pour Watford. Titulaire ce jour-là, il ouvre le score et pense marquer le but vainqueur de son équipe à la 79e minute de jeu mais Matt Godden (en) égalise en toute fin de partie (3-3 score final),.

### Brøndby IF
Le 2 septembre 2024, le Brøndby IF annonce le recrutement de Mileta Rajović, qui rejoint le club sous la forme d'un prêt d'une saison.

### Legia Varsovie
Mileta Rajović quitte définitivement Waford à l'été 2025, en rejoignant la Pologne et le Legia Varsovie le 15 juillet 2025, club avec lequel il signe un contrat de quatre ans, soit jusqu'en juin 2029.

## Vie privée
Mileta Rajović est né et a grandi au Danemark mais possède des racines au Monténégro le rendant éligible pour jouer pour ce pays. Il révèle toutefois en 2023 que son rêve est de jouer pour le Danemark. 

## Palmarès

### En club
Næstved BK
- Championnat du Danemark de troisième division (1) :
  - Champion : 2021-2022.